# Сесіл Герст
Сер Сесіл Джеймс Баррінгтон Герст, GCMG, KCB, QC (28 жовтня 1870 — 27 березня 1963) — британський юрист-міжнародник. З 1929 до 1945 року він працював суддею Постійної палати міжнародного правосуддя в Гаазі, а з 1934 по 1936 рік був президентом суду.

## Молодість і освіта
Герст народився в Горшемі, Сассекс, в сім'ї Роберта Генрі Герста (1817–1905) та його дружини Матильди Джейн Скотт.. Його батько та дід по батьківській лінії, Роберт Генрі Герст (1788–1857), обидва були членами парламенту від Горшема . Він отримав освіту у Вестмінстерській школі та вивчав юриспруденцію в Триніті-коледжі в Кембриджі, отримавши ступінь бакалавра права в 1892 р..

## Кар'єра
У червні 1902 року Герст почав кар'єру в британському міністерстві закордонних справ як помічник юрисконсульта. У 1918 році він став головним юрисконсультом. Протягом цього часу Герст був делегатом Великої Британії на Гаазькій конвенції в 1907 році, а через рік — на Лондонській військово-морській конференції, на якій розроблялось морське право. Після закінчення Першої світової війни він брав участь у Паризькій мирній конференції 1919 року . Протягом 1920-х років він кілька разів представляв Велику Британію в Постійному суді. У 1929 році він став членом Постійної палати міжнародного правосуддя і залишався членом аж до її розпуску в жовтні 1945 року. Протягом цього часу він працював з 1934 до 1936 року як президент, а потім до 1945 року як віце-президент суду.
Герст отримав титул CB у 1907 році, KC у 1913 році, KCB у 1920 році, KCMG у 1924 році та GCMG у 1926 році. У 1928 році Кембриджський університет присвоїв йому ступінь почесного доктора.
Портрет Герста, написаний олією британським художником Вільямом Дрінгом, можна побачити в бібліотеці Музею Горшема.

## Вибрані твори
- Британський щорічник міжнародного права. Лондон 1925 (як редактор)
- Подання про кодифікацію міжнародного права на нових лініях. В: Праці Товариства Гуґо Ґроція. 32/1946. Видавництво Оксфордського університету, S. 135-153
- Міжнародне право: Збірник праць сера Сесіла Герста. Лондон, 1950 рік

## Зовнішні посилання
- Сесіл Герст // Німецька національна бібліотека